# Zelig Kalmanovitch
 (février 2013).
Si vous disposez d'ouvrages ou d'articles de référence ou si vous connaissez des sites web de qualité traitant du thème abordé ici, merci de compléter l'article en donnant les références utiles à sa vérifiabilité et en les liant à la section « Notes et références ».
Zelig Hirsch Kalmanovitch (en letton : Zēligs Hiršs Kalmanovičs) né en 1881 à Kuldīga dans l'Empire russe (aujourd'hui Lettonie) et mort en 1944 à Narva aujourd'hui en Estonie était un philologue juif, traducteur, historien et archiviste de sa communauté du début du XXe siècle. Il était un spécialiste célèbre du yiddish. Installé en 1929 à Vilnius il est devenu un des premiers directeurs de YIVO.

## Biographie
Zelig Kalmanovitch, comme beaucoup de juifs défendant la culture yiddish moderne, est anti-sioniste. Il promeut l'intégration des juifs dans l'espace national dans lequel ils vivent depuis des siècles, c'est-à-dire, la Mitteleuropa et l'espace soviétique, tout en gardant leur spécificité linguistique et culturelle. Dans la Pologne des années trente, l'antisémitisme est de plus en plus virulent. Vilnius n'est pas épargnée. Zelig Kalmanovitch commence alors à douter de ses engagements passés. Il se demande si la culture yiddish séculière aura la force de résister aux nouveaux dangers qui guettent les juifs. En effet, dans le passé, c'est en se repliant sur leurs valeurs religieuses et communautaires que les juifs ont pu survivre aux persécutions. En 1939, il écrit dans la revue yiddish, Oyfn sheyveg que les Lumières ont certes offert aux Juifs de possibilités individuelles d'émancipation et de progression dans la société mais ont affaibli leur solidarité.

### L'Allemagne nazie envahit la Lituanie soviétique
Quand les Pays baltes sont occupés par les Soviétiques en juin 1940, Vilnius, considéré par les Lituaniens comme leur capitale historique est rattachée à la République socialiste soviétique de Lituanie dont elle devient la capitale. Pourtant, note Zelig Kalmanovitch, beaucoup de juifs laïcs accueillent favorablement les Soviétiques qui sont pour eux, une « bonne alternative » à l'occupation nazie.
Le 24 juin 1941, soit trois jours après le début de l'opération Barbarossa, les Allemands arrivent à Vilnius. Aussitôt les massacres commencent avec l'appui des Lituaniens qui voient dans les allemands des libérateurs et dans les juifs des traîtres, collaborateurs des soviétiques. Ceux qui ne sont pas assassinés sont regroupés dans deux ghettos le 6 septembre 1941. Le ghetto 1 regroupe les travailleurs, le ghetto 2, les autres, les vieillards, les enfants et ceux qui n'ont pas pu bénéficier d'un permis de travail. C'est dans le ghetto 1 que Zelig Kalmanovitch est enfermé. Le 7 septembre 1941, un Judenrat est formé pour chaque ghetto.

### Dans le ghetto de Vilnius
Dans le ghetto, Zelig Kalmanovitch tient un journal intime, en yiddish. Les doutes qui avaient grandi en lui avant guerre sur la sécularisation de la culture yiddish sont devenus pour lui des certitudes. Il écrit que les juifs pro-soviétiques n'avaient pas compris combien Hitler était devenu populaire en se présentant comme le principal rempart face à la menace communiste. Il pensait que pour les européens en s'alliant aux communistes en 1940, les juifs combattaient contre l'Occident tout entier.
Les avis des historiens différent sur la réalité la conversion religieuse de Zelig Kalmanovitch. Son journal décrit un homme qui, devant les épreuves, manifeste sa croyance en une victoire finals de l'esprit et pour qui les nazis ont entrepris un « combat contre Dieu et contre les valeurs morales » qu'ils ne peuvent gagner.
Comme à Lodz, le ghetto de Vilnius devient un camp de travail pour l'« effort de guerre allemand ». Le Judenrat pense qu'en étant utile aux Allemands, le ghetto sera épargné. Cette idée est particulièrement défendue par Jacob Gens, le chef de la police juive. Si Zelig Kalmanovitch réprouve les méthodes violentes de Gens, il ne désapprouve pas l'idée qu'il faut sacrifier les plus faibles pour sauver les autres. Son journal pullule de remarques désapprouvant la résistance pour les dangers qu'elle fait courir à l'ensemble de la communauté par ses actions anti-allemandes.
Zelig Kalmanovitch fait partie du petit groupe de juifs désigné par les nazis pour liquider la bibliothèque de l'YIVO de Vilnius. Les manuscrits les plus précieux doivent être envoyés en Allemagne pour alimenter un « musée juif », le reste doit être recyclé dans les différentes industries. Le groupe comprend aussi les poètes Avrom Sutzkever, Shmerke Kaczerginski et Hermann Kruk, bibliothécaire du Bund. Le petit groupe chargé de sélectionner les livres tente de sauver ce qu'il peut de la culture juive. Cependant Kalmanovitch et Kruk sont en désaccord sur la manière de protéger les livres. Kruk pense qu'il faut en cacher le plus possible dans Vilnius, Kalmanovitch pense qu'ils seront plus en sécurité si les Allemands les emportent que s'ils restent à Vilnius. Finalement, la plupart des livres cachés dans le ghetto seront détruits en même temps que celui-ci alors que les précieux manuscrits envoyés en Allemagne seront sauvés.
Le 17 février 1942, un groupement d'artiste est créé dans le ghetto sous la direction de Zelig Kalmanovitch. Dans son discours inaugural il se dit certain qu'« un jour les alliés triompheront et que le peuple juif sera libéré ». Le groupe a un double objectif, d'une part faire la chronique de ghetto, conserver la création artistique et la mémoire des artistes tués et d'autre part favoriser la vie culturelle pour aider les habitants à survivre moralement. Dans le ghetto de l'ancienne « Jérusalem du Nord », la vie culturelle renaît : un orchestre symphonique, des ensembles de musique de chambre, des chorales, une grande bibliothèque, plusieurs salles de théâtre où les artistes montent des revues qui parlent de la situation, des préoccupations et des craintes des habitants. « Je sais que le peuple juif vivra », écrit Zelig Kalmanovitch dans son journal. « Chaque jour où nous vivons est un cadeau de Dieu » ajoute-t-il, après une soirée passée à danser.
En septembre 1943, le ghetto de Vilnius est en grande partie liquidé. Sept mille juifs sont assassinés à Ponary. Plus de sept mille « travailleurs », dont Zelig Kalmanovitch sont envoyés dans des camps de travail en Estonie. Zelig Kalmanovitch est mort dans un camp d'Estonie en 1944. Son journal a été retrouvé après la guerre, il a été traduit en hébreu en 1977 mais n'est disponible ni en anglais, ni en français. Il est cité par de nombreux historiens de la Shoah du monde anglophone.

## Œuvre
- Togbukh fun Vilner Geto, YIVO Bleter, New Series, Volume III;
- Yoman be-Getto Vilna u-Ketavim me-ha-Izavon she-Nimze’u ba-Harisot ("A Diary from the Ghetto in Nazi Vilna"). Tel Aviv, 1977.

## Traduction
Zelig Kalmanovitch a traduit en yiddish plusieurs œuvres :
- Simon Dubnow. Algemeyne Idishe geshikhte: fun di eltste tsaytn biz der nayer tsayt. Vilnius: Historisher farlag, 1920. (Traduction de Weltgeschichte des Jüdischen Volkes)
- Jaroslav Hašek. Der braver soldat Shveyk in der velt-milkhome, vols. 1–2. Riga: Bikher far alemen, 1921, 1928. (Traduction de Osudy dobrého vojáka Švejka za světové války.)
- Max Brod. Di froy fun undzer beynkshaft: roman. Riga: Bikher far alemen, 1928. (Traduction de Die Frau, nach der man sich sehnt.)